# پردازش خوشه‌ای با دسترسی بالا

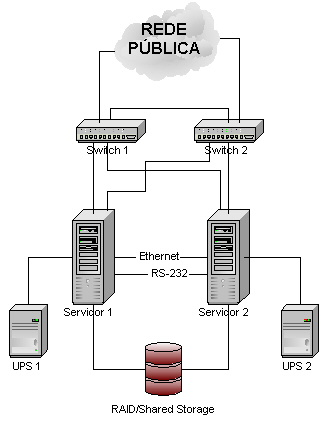
نمونه ای از پردازش خوشه ای

هدف از پیاده‌سازی این روش این است که برای منابع حساس و حیاتی تضمینی به وجود بیاید که زمان در دسترس بودن این منابع به حداکثر میزان خود برسد. این هدف زمانی محقق می‌شود که نرم‌افزارهایی در همین خصوص در تمام سرورها نصب گردد. این نرم‌افزارها نیز میزان در دسترس بودن تک تک سرورها و همچنین میزان در دسترس بودن مجموعه سرورها (خوشه) را گزارش می‌دهند. روش کار بدین صورت است که اگر سروری در درون این خوشه از دسترس خارج شود با ارسال پیامی پردازش متوقف شده را به بخش دیگری از خوشه انتقال می‌دهد و سرور دیگری این وظیفه را انجام می‌دهد.
چه انتظاری باید از خوشه بندی High Availability داشت؟
قبل از اینکه دست به پیاده‌سازی این روش بزنید باید در نظر داشته باشید که این روش میزان در دسترس بودن منابع را به حداکثر ممکن می‌رساند و نباید انتظار داشت که هرگز وقفه‌ای رخ ندهد.چرا که این میزان هرگز به‌طور قطع به 100 در صد نخواهد رسید. چنین روشی می‌تواند در تکنولوژی مجازی‌سازی مانند VMware vSphere نیز استفاده شود.بنابراین نیاز است که بدانیم این روش چه محدودیت‌هایی دارد.
در روش VMware vSphere HA هدف این است که ماشین‌های مجازی موجود در برابر مشکلات و خطاهای سخت افزاری محافظت شوند. در واقع نرم‌افزار موجود تمام ماشین‌های مجازی را بررسی مینماید تا از در دسترس بودن هر یک از آن‌ها اطمینان حاصل نماید. و در صورتی که هر یک از آن‌ها دچار مشکل شود و از دسترس خارج شود همان ماشین مجازی در جای دیگری قابل دسترسی باشد. پیاده‌سازی این روش در ماشین‌های مجازی بسیار مشابه پیاده‌سازی آن بر روی سرورهای لینوکس می‌باشد. اما تفاوت اساسی که در روش مجازی وجود دارد این است که وقتی یکی از ماشین‌های مجازی در استفاده از منابع خود دچار مشکل شود یا به اصطلاح هنگ کند این ماشین همچنان به عنوان یک سیستم در دسترس در لایه مجازی‌سازی در نظر گرفته می‌شود و خوشه بندی در این حالت امکان تشخیص مشکلات درون ماشین مجازی را ندارد و لذا در این حالت هیچ کاری انجام نمی‌دهد.